# Korgfjelltunneln

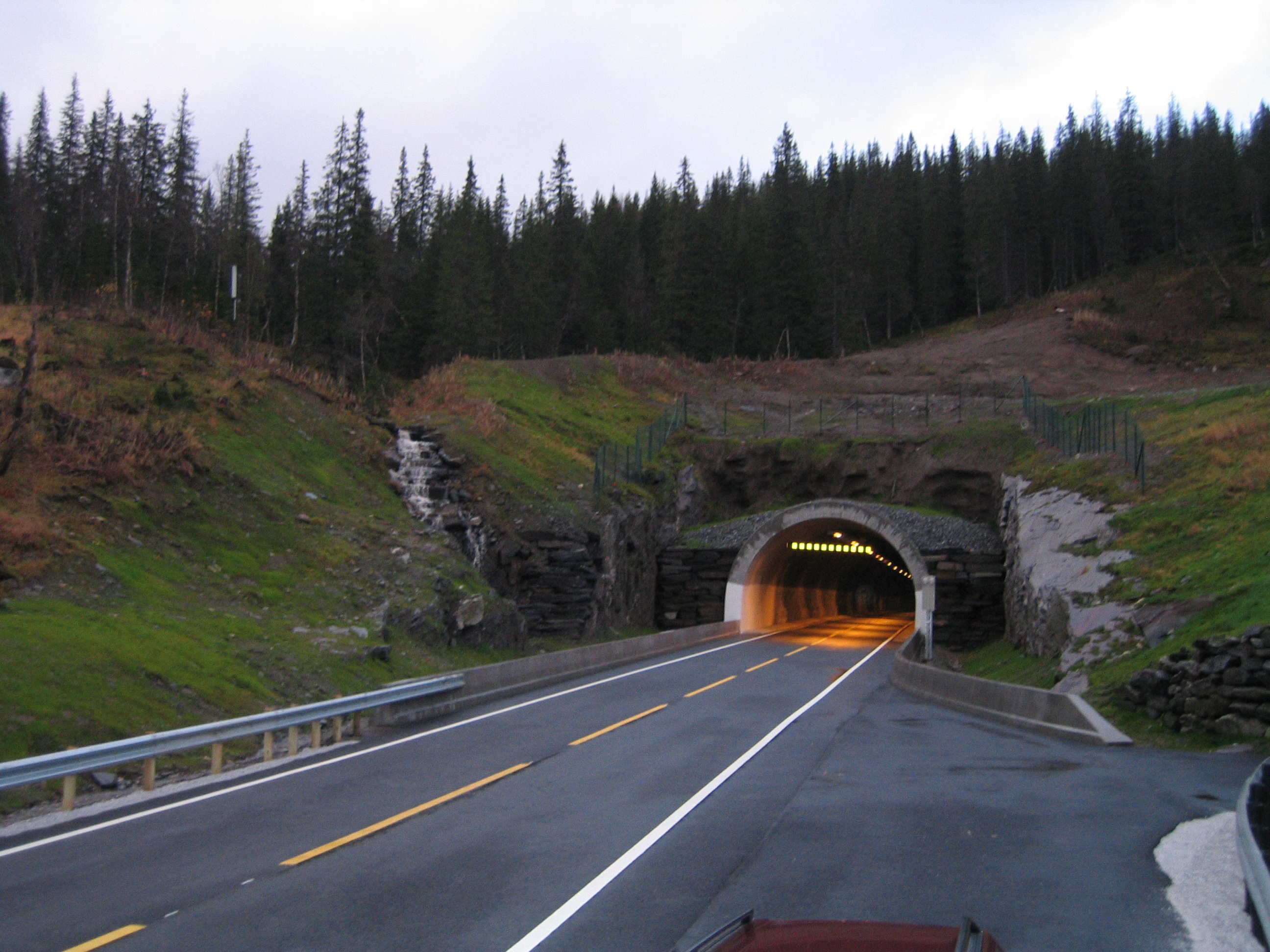
Södra mynningen

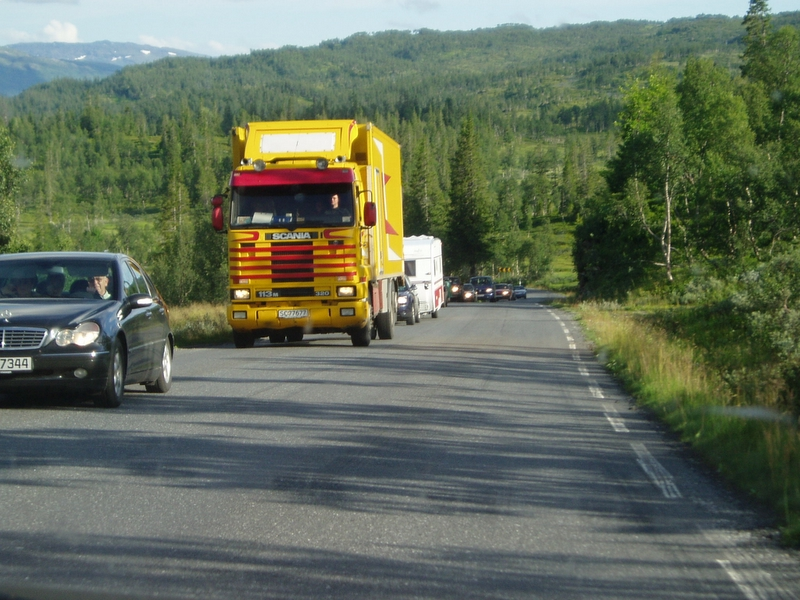
Den gamla vägen över Korgfjellet.

Korgfjelltunneln är en 8530 meter lång vägtunnel längs E6 i Nordland fylke i norra Norge. Den ligger mellan städerna Mosjøen och Mo i Rana och är den längsta längs E6.
Den öppnades september 2005, och kostade 450 miljoner NOK. Den ersatte en av de allra sämsta bitarna av E6. Vägen var smal, krokig och brant. Det hände ganska ofta under vintrarna att lastbilar med släp fastnade i backarna och blockerade vägen. Restiden är 10-20 minuter kortare genom tunneln. Den gamla vägen byggdes av tyskarna på 1940-talet, med krigsfångar som arbetskraft. Innan dess fanns en längre färjesträckning för denna huvudväg.